# Joaquín Cortés

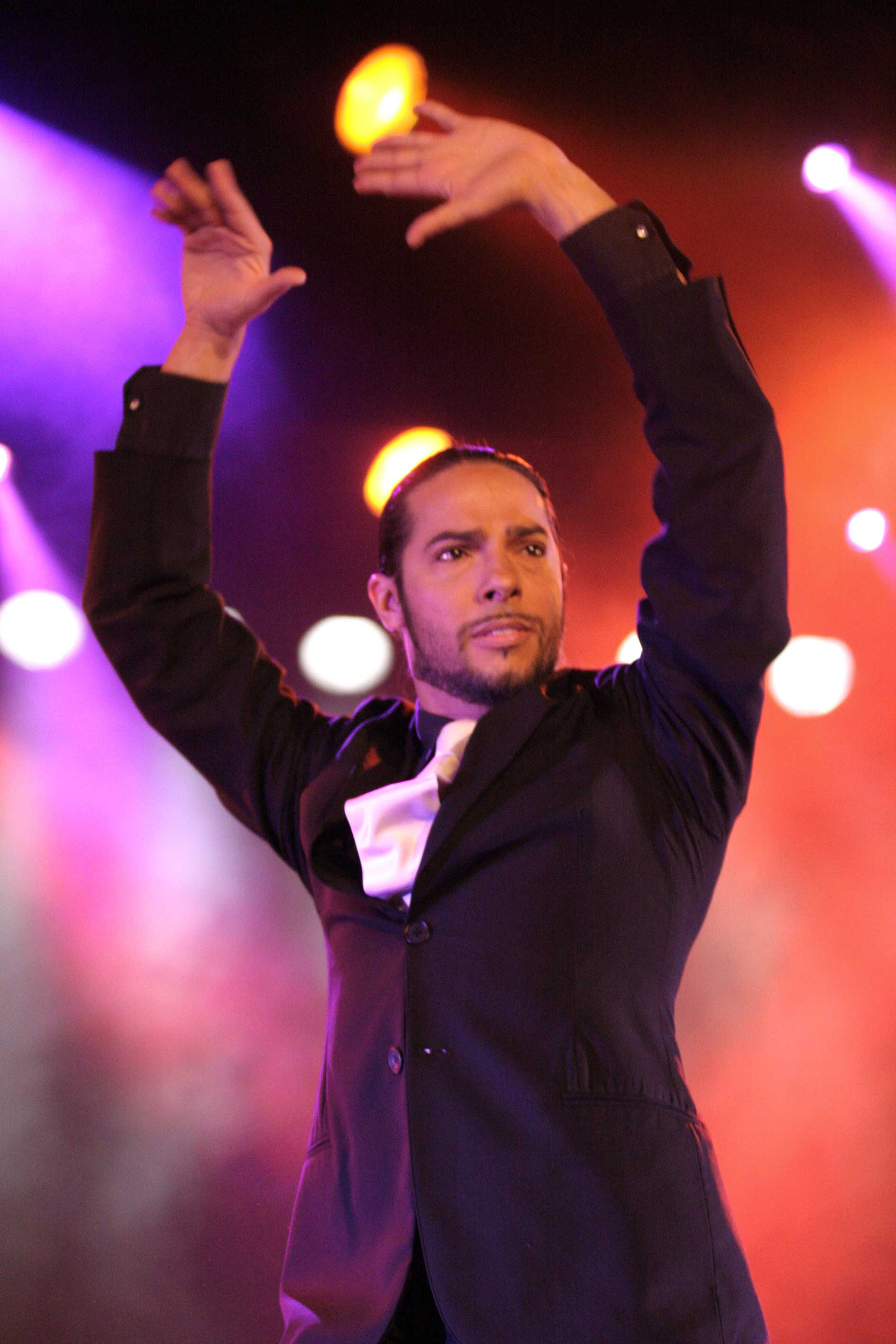
Joaquín Cortés, vor 2006

Joaquín Pedraja Reyes Cortés (* 22. Februar 1969 in Córdoba, Spanien) ist ein spanischer, international erfolgreicher Flamencotänzer aus einer Gitano-Familie.
Joaquín Cortés’ Großvater brachte ihn mit acht Jahren nach Madrid. Sein Onkel Cristóbal Reyes, selbst Flamenco-Virtuose, verhalf ihm zur klassischen Ausbildung. Mit 14 wurde er in das Ballet Nacional de España aufgenommen, mit dem er im Metropolitan House in New York und im Kreml in Moskau auftrat. Mit 16 wurde er für die folgenden drei Jahre der Solotänzer der Companie. 1988 verließ er das Spanische National Ballett und nahm Einladungen in das Pariser Champs Elysée Theater an der Seite von Maja Michailowna Plissezkaja oder Sylvie Guillem und Peter Schmalfuss an. Gleichzeitig choreografierte er die Oper 'Carmen' in der Arena von Verona (Italien) und trat auf dem 'Summer Flamenco Festival' in Tokio (Japan) und der jährlichen Lincoln Center’s Gala in New York (USA) auf.
1992 gründete er seine eigene Ballettkompanie, das Joaquín Cortés Flamenco Ballet.
Am Bühnenbild seiner Produktionen Pasión Gitana und Soul wirkte der Modeschöpfer Giorgio Armani mit.
Sein Stil ist ein Mix von Flamenco mit Ballett und Modern Dance. Er jongliert mit klassischen Pirouetten und traditionellen Flamenco-Schritten ebenso, wie er Frauen- und Männerrollen vertauscht. Puristen kritisieren zu viel Show und Verrat an den Jahrhunderte alten Traditionen. Doch mit perfekter Tanztechnik (und bis etwa 2010 freiem, durchtrainiertem Oberkörper), stimmgewaltigen Sängern und, neben den Gitarren und Trommeln (Cajónes), jazzigen Tönen von Flöten, Violine, Kontrabass sowie Pino Sagliocco, dem erfolgreichsten Manager Spaniens, an seiner Seite sieht er sich als Vertreter eines neuen Flamenco des 21. Jahrhunderts.

## Film, Fernsehen und Gastauftritte
Einem noch breiteren Publikum wurde Joaquín Cortés durch seine Gastauftritte bei Jennifer Lopez und Alicia Keys bekannt.
Cineasten können ihn u. a. in dem Film noir Gitano (2000) mit Laetitia Casta unter der Regie von Manuel Palacios, Pedro Almodóvars Film Mein blühendes Geheimnis (1995) und Vanille und Schokolade (Vaniglia e Cioccolato) mit Maria Grazia Cucinotta und dem italienischen Direktor Ciro Ippolito (2003) bewundern. Flamencofans fiel er in Carlos Sauras Film 'Flamenco' auf, der aktuelle Flamencostars zeigte, wo er eine Farruca tanzt.
2004 trat er vor dem früheren U.S. Präsident George W. Bush und seiner Frau Laura Bush mit einem Quintet Flamencomusiker im East Room des Weißen Hauses auf. 2011 hatte er einen Auftritt auf der Hispanic Heritage (HHAS) Awards Zeremonie im John F. Kennedy Center für Künste in Washington (USA), dem auch die ehemalige First Lady Michelle Obama beiwohnte.
2014 nahm er als Juror in der ersten Talentshow im italienischen Fernsehen ('Forte, Forte, Forte', RAI 1, mit Raffaella Carra) sowie im portugiesischen Fernsehen (SIC) teil.
Joaquín Cortés lieferte darüber hinaus die Vorlage des Antagonisten „Vamp“ in dem Spiel Metal Gear Solid 2: Sons of Liberty für die PlayStation 2 (2007), der sich durch viele tänzerische Bewegungen ausdrückt.

## Shows
1. Cibayí („erstaunlich“[4] auf Caló, 1992): Darin tanzt er zwei Solos, eine Soleá por Bulería und eine Farruca. Mit seiner ersten Show trat er in Japan, Frankreich, Italien, Venezuela und den USA auf.
2. Pasión Gitana (1995) wurde weltweit von mehr als einer Million Menschen gesehen. 1996 tourte er erstmals durch die USA, unter anderem in die Radio City Music Hall (New York) und das Universal Amphitheatre (Los Angeles). 1997 trat er in Berlin (Internationales Congress Zentrum, ICC) auf[5], 1997 brach er einen Auftritt in Düsseldorf nach 45 Minuten ersatzlos ab[6], 1998 tourte er durch Sydney, Tokyo, Canada and New York. Kostümdesigner war Giorgio Armani.
3. Soul (1999)
4. Live (2001) enthält einige Choreographien seiner drei ersten Programme.[7] 2002 tourte er durch Deutschland[8].
5. De Amor y Odio (2004)
6. Mi Soledad (2005): Mitte 2007 präsentierte er die Show in München[9]. Kostümdesigner war Jean Paul Gautier.
7. Cale (2009) widmete er seiner gerade verstorbenen Mutter.
8. Tell Me (Ende 2012 / 2013)
9. Gitano (2014): Ab April 2015 tourte er durch Ost-Europa, z. B. Bukarest, Moskau, St. Petersburg oder Almtaty (Kasachstan).
10. Esencia (2017) erzählt die Geschichte eines 12-jährigen Jungen, der in die Fußstapfen seines Onkels und Helden, Cristóbal Reyes, treten wollte[10]. Ab Ende Juni 2017 musste er die Vorstellungen aufgrund einer Verletzung (Faszienriss im Bereich der rechten Hüfte / des rechten Oberschenkels) absagen[11].

## Musik
1997 produzierte er ein Musikalbum mit seiner Gruppe 'The Gipsy Passion Band', in der er als musikalischer Konzeptdirektor und Perkussionist (Cachón) fungierte.

## Politisches Engagement und Wohltätigkeit
Für den Bau eines Kinderkrankenhauses in Haiti trat er 2006 in Venedig auf. Im gleichen Jahr wurde als Botschafter für Sinti und Roma in das EU-Parlament nach Brüssel berufen, hielt eine Rede vor dem EU-Parlament und führte eine Unterhaltung mit dem früheren Kommissionspräsidenten Barroso. 2010 wurde er vom Vize-Präsidenten der USA, Al Gore, zum Klimabotschafter ernannt, was eine Verpflichtung zur Verbreitung der Erkenntnisse ist. Von der UNESCO wurde er zum Künstler für den Frieden ernannt.

## Werbefilme und Commercials
Im Dezember 2004 er Protagonist der TV-Kampagne von „Freddy“, einem Hersteller für Sportmode. 2006 produzierte er Werbespots für eine europäische und südamerikanische Anzeigen-Kampagne von Samsonite sowie für Seat und Rondel (Sekt). Seit 2006 vermarktet er Parfums für Männer und Frauen (Yekipe, 24K, Night Show).

## Verurteilung
2010 wurde er wegen Unterschlagung von 700.000 € eines südamerikanischen Geschäftsmanns für die Eröffnung eines Flamencolokals auf Bewährung verurteilt.

## Familie und Beziehung
Seit April 2008 hat er mit der persönlichen Assistentin Katie Asumu einen Sohn (Samuel), den er nach der Trennung zunächst nicht anerkennen wollte. Im Dezember 2008 starb seine Mutter Basilia Reyes Flores nach schwerer Krankheit. Sein Vater heißt Pascual Cortés. Bis 2015 lebte Joaquín mit seinen Schwestern (u. a. Mariana) und Neffen zu siebt auf zwei Etagen à 240 m² in einem Haus in Madrid am Platz 'Tirso de Molina'. Sein Onkel ist der Flamencotänzer und Choreograph Cristóbal Reyes (* 1949). Zwei Cousins sind Antonio und Manuel Reyes. Zur gesamten Familie gehören etwa 200 Personen im Süden Spaniens.
Seit 2010 ist er mit Mónica Moreno liiert.